# Mateo Bandello

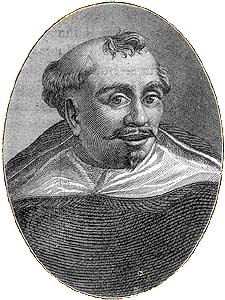
Matteo Bandello

Mateo Bandello o Matteo Bandello (Castelnuovo Scrivia, Piamonte, c.1480 - Agen (Francia); 1560) fue un escritor italiano del Renacimiento, más conocido por sus novelas que reelaboran el modelo de Giovanni Boccaccio.

## Biografía

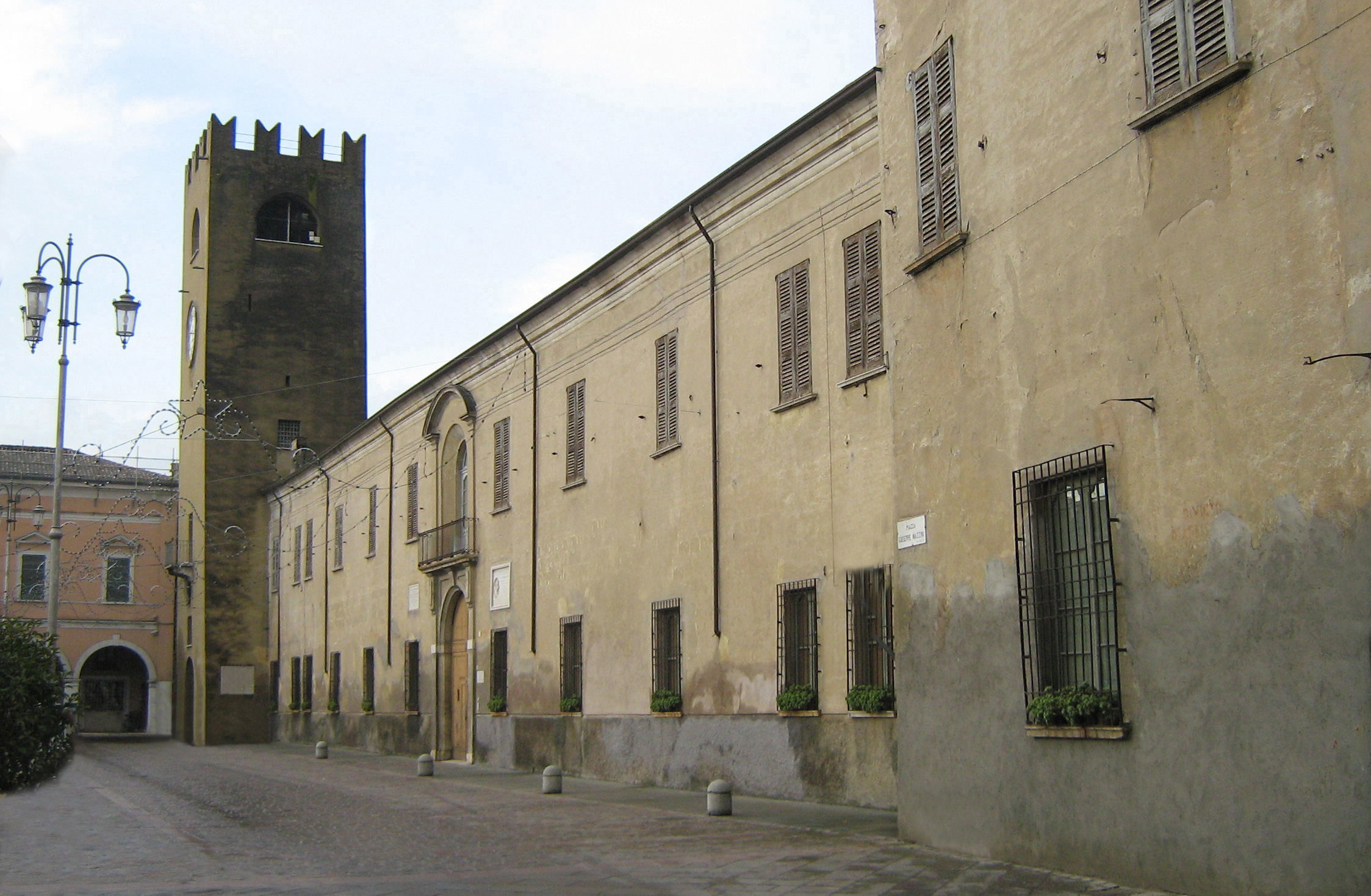
Castel Goffredo, palacio Gonzaga-Acerbi.

Nacido en Castelnuovo Scrivia, Bandello hizo estudios en Pavía y llevó una vida bastante mundana y desinteresada de cuestiones teológicas, pese a lo cual entró en la orden dominica, si bien colgó los hábitos en 1526. Después de trabajar como diplomático para diversos señores, vivió en Mantua y Castel Goffredo como preceptor de Lucrecia Gonzaga, a cuyo homenaje dedicó un largo poema. 
Filofrancés en la batalla de Pavía, en la que la Lombardía pasó al emperador, la victoria de Carlos V obligó a Bandello a huir del Piamonte, pues su casa en Milán fue quemada y sus propiedades confiscadas. Buscó la ayuda de Cesare Fregoso, un general italiano al servicio de los franceses, con cuya familia marchó a Francia, y allí estrechó sus lazos con el rey Enrique II, que lo protegió durante dos años. Como preceptor de los hijos de Fregoso, asesinado por los españoles, ocupó ad interim el obispado de la ciudad francesa de Agen, que había sido concedido a uno de los jóvenes Fregoso, hasta que este alcanzó la edad para ocuparlo personalmente. Vivió con la familia en la residencia estiva del obispo en Bazens, donde permaneció hasta su muerte.

## Obra
Compuso doscientas catorce novelas breves, publicadas en tres libros en 1554, a los que se añadió un cuarto póstumo en 1573. Estaba atento, más que al estilo, sobre todo a contar, con mayor o menor efectismo, aventuras, amores y crímenes pasionales. Como se dirigían a un público cortesano, no siguió estrictamente el modelo de Giovanni Boccaccio y carecen por ello de una estructura global unificadora; significativamente, cada novela comienza con una epístola, a modo de prefacio, dedicada a un alto personaje de la época. 
Por otra parte, rechazó el canon de prosa toscano que había establecido Pietro Bembo quizá por esa misma inclinación cortesana, y escribió en su propio dialecto piamontés.
Una de sus historias, la de los amantes de Verona, Romeo y Julieta, inspiró a Lope de Vega su pieza Castelvines y Monteses y a William Shakespeare su tragedia Romeo y Julieta, si bien no es esta la única historia de Bandello que utilizaron ambos dramaturgos para componer piezas dramáticas (por ejemplo, Mucho ruido y pocas nueces y Noche de reyes de Shakespeare), y muchos otros escritores también tomaron a manos llenas retazos de sus historias.
Escribió otras obras que fueron oscurecidas por la citada, como un Canzoniere, siguiendo los cánones del Petrarquismo, y los capitoli de Le tre Parche, las tres Parcas: Tisífone, Alecto y Megera.